# Bóveda (Álava)
Bóveda es un concejo del municipio de Valdegovía, en la provincia de Álava, País Vasco (España).

## Localización
Bóveda se encuentra a 12 kilómetros de la localidad burgalesa de Valpuesta y a 19 kilómetros de Espejo, la localidad más importante del municipio. Asimismo, se sitúa a 32 kilómetros de Medina de Pomar, a 39 kilómetros de Miranda de Ebro y a 58 kilómetros de Vitoria.

## Geografía
El concejo está recostado en uno de los irregulares ribazos que proyectan los montes asentados a su espalda. Una gran parte del concejo se desarrolla sobre la ladera que desciende de la Sierra, extendiéndose algunas de las viviendas, también al otro lado de la carretera. Su emplazamiento es típico de los llamados pueblos-camino, por la influencia que tuvieron las vías de comunicación en ellos. Aunque en general es un núcleo bastante concentrado, las casas se levantan independientes unas de otras.

## Demografía
| Gráfica de evolución demográfica de Bóveda entre 2000 y 2017 |
|                                                              |
| Población de derecho según los censos de población del INE.  |

## Cultura

### Patrimonio material
- Iglesia Parroquial de San Vicente. Con planta de cruz latina y estructura barroca, tiene pórtico cubierto con entrada de tres arcos de medio punto. Su retablo mayor es neoclásico y tiene un buen sagrario con interesantes relieves, siendo de fecha anterior al retablo. A los pies del templo se levanta un a esbelta torre de planta cuadrada con remate piramidal.
- Cruz junto a la iglesia.[2]
- Molino. Junto al río se levanta el edificio que contiene el molino de considerables dimensiones.[3]
- Tripleta de Usos Públicos. Se compone de fuente, lavadero y abrevadero. La fuente se adosa al muro de levante de una construcción rectangular en cuyo interior se desarrolla la pila de lavar que se abastece del agua procedente de la fuente para, a su vez suministrar el agua de la fuente a los bebederos.
- Juego de bolos cubierto junto a la Sala de Concejo conformando todo ello una construcción de muy marcada planta rectangular, con tejado a dos aguas.[4]
- Potro de herrar.[5]
- Antiguas escuelas y casa del maestro.[6]
- Frontón, junto a las piscinas.[7]
- Escudo de Armas. Se encuentra ubicado en la fachada de una de las casas de mayor porte del pueblo, uno de sus cuarteles corresponde al linaje de los Salazar.
- Casa de los fósiles. La apodada "Cabaña de los Fósiles", responde a una remodelada cabaña habilitada, no hace muchos años. Ostenta incrustados numerosos fósiles en el revestimiento y adorno de sus alzados.
- Dolmen. Como testimonio de las gentes que habitaron este lugar en la prehistoria, queda en pie el menhir de Ribota.